# Lecanicillium longisporum
Lecanicillium longisporum is in 2001 de goedgekeurde naam van een entomopathogene schimmelsoort, die voorheen algemeen bekend stond als Verticillium lecanii (Zimmerman) Viegas), maar wordt nu gezien als een anamorfe vorm in de Cordyceps groep van geslachten, die tot de familie Cordycipitaceae behoren. Eerder geclassificeerde isolaten als V. lecanii kunnen L. attenuatum, L. lecanii, L. longisporum, L. muscarium of L. nodulosum zijn. Bijvoorbeeld verschillende recente artikelen, zoals Kouvelis et al. die mitochondriaal DNA-onderzoeken uitvoerden verwijzen naar de naam L. muscarium.
Deze schimmel werd voor het eerst beschreven in 1861 en komt voor in Zuid-Amerika en Europa. Insecten worden geïnfecteerd wanneer ze in contact komen met de kleverige schimmelsporen die vervolgens uitgroeien en het lichaam binnendringen, waarna de inwendige organen worden verteerd, wat leidt tot hun dood.
De fialiden zijn 20-40 × (1-)2-2,7 μm lang en lopen naar de top taps toe. De ellipsvormige tot langwerpig-ovale conidia zijn 5,3-10,7 × 1,5-2,5 μm groot en meestal 1-cellig.
De schimmel wordt ter bestrijding van bladluizen in gewassen op de markt gebracht onder de merknaam Vertalec.). 'Vertalec' is gebaseerd op het isolaat IMI 179172.